# Love On
Love On es una canción de la cantante estadounidense Selena Gomez que fue publicada como sencillo independiente el 22 de febrero de 2024 a través del sello discográfico de Interscope Records.
Se trata de una canción de género Pop, con una melodía alegre y sencilla, cuyo tema principal es el enamoramiento. Esta influenciada por la estancia de Gomez en Paris durante 2023, y su coescritora es Julia Michaels, amiga y colaboradora habitual de la cantante. 
En términos comerciales, la canción no tuvo un rendimiento comercial muy destacado, consiguiendo entrar en las listas de pocos países, principalmente en Estados Unidos, Reino Unido y Canadá, aunque si consiguió tener cierto éxito en las radios internacionales. 

## Antecedentes y composición
Tras el lanzamiento de Single Soon en agosto del año 2023, cuando la cantante reconoció que aunque el álbum que sucedería a Rare no estaba finalizado, seguía estando dentro de sus planes su próximo lanzamiento, aunque quizá podía ser su último lanzamiento como cantante.
A finales de 2023, Gomez en una entrevista con Vogue, en su edición de México y Latinoamérica, afirmaría que el álbum estaba listo para ser publicado, y que su tema principal seria la ''libertad'', describiendo este nuevo disco como un disco ''verdaderamente pop'', pero siempre manteniendo el objetivo de transmitir un mensaje importante y vulnerable. Además Gomez alegaba que no incluiría ninguna canción triste, y que realmente el objetivo era encontrar un sonido feliz y alegre, pues es así como la cantante se sentía en ese momento de la vida.
El 13 de febrero, la página web Hit Daily Double, web estadounidense centrada en información sobre próximos lanzamientos radiales, anunció que un nuevo sencillo de Gomez estaba al caer, siendo descrito como una pista de ''pop puro'' y con ''un estribillo pegadizo'', listo para alcanzar buenas posiciones en el Top 40. 
Al día siguiente, el 14 de febrero, Gomez empezó a desvelar información directamente a través de publicaciones en sus redes sociales. Por un lado, compartió un enlace a un candado con forma de corazón a algunos de sus fanáticos, así como a través de su página web oficial, cuya contraseña de desbloqueó se descubrió como ''222'', que de forma criptica hacia referencia al lanzamiento el 2/22, o 22 de febrero.  A su vez, compartió algunas frases que parecían letras de una canción, siendo efectivamente letras del sencillo que posteriormente lanzaría.
Finalmente, el sencillo sería oficialmente anunciado el 15 de febrero por la propia cantante a través de sus redes sociales, junto con la portada del sencillo, en la que puede verse a Gomez en un hotel frente al mar, llevando un albornoz y unas gafas de sol al estilo parisino, la fecha de lanzamiento oficial, y algunas frases adicionales de la canción. 
La cantante fue compartiendo información del sencillo a lo largo que avanzó la semana, incluido un carrusel de fotos que publico en su cuenta de Instagram en Paris, así como confirmó que el sencillo estaba inspirado en los meses en los que Gomez estuvo viviendo en Paris en 2023 durante la grabación de Emilia Perez. 

### Contenido Musical y Lirico
La canción tiene una estructura clásica de pop moderno, con una breve introducción, un coro repetitivo, y la ausencia de un puente tradicional. Dura aproximadamente 3:01 minutos, y está en compás de 4/4 con tempo de 116 bpm en do mayor (C Maj), lo que crea una sensación animada y accesible para radio. 
La canción fue compuesta por un equipo liderado por Selena, junto a Julia Michaels, Michael Pollack, Isaiah Tejada, Jordan K. Johnson y Stefan Johnson, mientras que la producción estuvo a cargo de The Monsters & Strangerz, e Isaiah Tejada. Los ingenieros involucrados incluyen a Manny Marroquín en la mezcla final, con apoyo de Zach Pereyra y asistentes, y Chris Gehringer a cargo de la masterización
La canción abre con una breve poesía en francés, que es una interpolación de la canción ''L'amour'' del productor LiQWYD. ''Love On'' combina elementos de pop-disco funk, reminiscencias a la música ochentera y un groove ligero. Desde las capas de sintetizadores cálidos hasta una línea rítmica suave pero marcada, transmite ligereza y sensualidad sin complejidad técnica.. A nivel vocal, resalta por un efecto vocal tipo autotune y procesamiento muy pulido que suaviza la voz de Selena.
Respecto a la letra, aborda el deseo íntimo y el romance desde una perspectiva directa, segura y sensual. A través de imágenes sugerentes y referencias sofisticadas, la narradora expresa su preferencia por la espontaneidad emocional y física por encima de las formalidades sociales. La canción utiliza un lenguaje accesible pero con doble sentido, enmarcado en un tono lúdico y coqueto. 
El uso ocasional del francés refuerza la atmósfera parisina del tema, sirviendo como recurso estilístico más que narrativo. En general, la letra no se enfoca en contar una historia lineal, sino en transmitir una actitud: la de una mujer que sabe lo que quiere y lo comunica sin ambigüedades ni sumisión. Aunque sensual, el enfoque evita caer en lo explícito, manteniéndose dentro de los márgenes del pop elegante.
La canción tiene una estructura clásica de pop moderno, con una breve introducción, un coro repetitivo, y la ausencia de un puente tradicional. Dura aproximadamente 3:01 minutos, y está en compás de 4/4 con tempo de 116 bpm en do mayor (C Maj), lo que crea una sensación animada y accesible para radio. 
La canción fue compuesta por un equipo liderado por Selena, junto a Julia Michaels, Michael Pollack, Isaiah Tejada, Jordan K. Johnson y Stefan Johnson, mientras que la producción estuvo a cargo de The Monsters & Strangerz, e Isaiah Tejada. Los ingenieros involucrados incluyen a Manny Marroquín en la mezcla final, con apoyo de Zach Pereyra y asistentes, y Chris Gehringer a cargo de la masterización
La canción abre con una breve poesía en francés, que es una interpolación de la canción ''L'amour'' del productor LiQWYD. ''Love On'' combina elementos de pop-disco funk, reminiscencias a la música ochentera y un groove ligero. Desde las capas de sintetizadores cálidos hasta una línea rítmica suave pero marcada, transmite ligereza y sensualidad sin complejidad técnica.. A nivel vocal, resalta por un efecto vocal tipo autotune y procesamiento muy pulido que suaviza la voz de Selena.
Respecto a la letra, aborda el deseo íntimo y el romance desde una perspectiva directa, segura y sensual. A través de imágenes sugerentes y referencias sofisticadas, la narradora expresa su preferencia por la espontaneidad emocional y física por encima de las formalidades sociales. La canción utiliza un lenguaje accesible pero con doble sentido, enmarcado en un tono lúdico y coqueto. 
El uso ocasional del francés refuerza la atmósfera parisina del tema, sirviendo como recurso estilístico más que narrativo. En general, la letra no se enfoca en contar una historia lineal, sino en transmitir una actitud: la de una mujer que sabe lo que quiere y lo comunica sin ambigüedades ni sumisión. Aunque sensual, el enfoque evita caer en lo explícito, manteniéndose dentro de los márgenes del pop elegante.

## Lanzamiento y Acción Comercial
El sencillo fue publicado oficialmente el 22 de febrero de 2024, estando disponible en todas las plataformas de streaming y en formato digital, así como se lanzó acompañado del videoclip. 
El videoclip, que fue grabado en Francia y dirigido por Greg Ohrel,  inicia con una escalinata en la que se puede ver a varias parejas besándose, y en lo alto de esta, Gomez vestida en un traje rosa fucsia. Posteriormente se suceden escenas de Gomez recibiendo una manicura, recostada en un sofá con un elegante traje negro, parejas besándose, Gomez desayunando en una ventana frente al mar, escena que se utilizaría para hacer la portada del sencillo, así como bailando en diversas salas del castillo en que se grabó el videoclip, habiendo hasta 8 cambios de ropa. En general el videoclip tiene una estética muy colorida y jovial, en línea con el estilo musical del sencillo. 
Un mes después del lanzamiento, Gomez publicaría un ''Making Of '' del videoclip, donde da detalles acerca de la creación del videoclip, cómo por ejemplo la inspiración que recibió de la sociedad parisina, y algunos de los detalles previamente mencionados.
El sencillo contó con impacto en las radios Pop estadounidenses inmediato, consiguiendo ser la canción más añadida en listas de reproducción radiales del país, así como fue enviado a otras emisoras internacionales, como las italianas, para su inclusión en las listas de reproducción.
El resto de la acción promocional se centró en actividad en las redes sociales de la cantante, publicando adelantos en sus redes sociales,, que generaron millones de visitas y gran expectación ante el nuevo sencillo de la cantante, así como se fomentó la adición de la canción a diversas listas de reproducción en plataformas de streaming.

## Recepción

### Recepción Critica
En general, la canción fue recibida por la critica con comentarios mixtos, que alaban la producción ligera y divertida, pero en la que también se pone de relieve un exceso de producción vocal de la cantante, y falta de evolución musical. 
Dentro de las reseñas más críticas, Lesley Aeschliman, de Aeschtunes, sostiene que Love On no aporta nada nuevo ni a la música ni a la discográfica de la cantante. También manifiesta que las letras quizá sean un poco demasiado joviales para la madurez de la cantante. Finalmente manifiesta que aunque no se pueda considerar Love On como una mala canción, no tiene nada que la haga destacar especialmente, aunque en una nota más positiva, indica que quizá la ligereza de la canción es lo que el público esta esperando escuchar. 
Las criticas más positivas, como Stereofade, resaltaron la colaboración creativa con Julia Michaels, que ha colaborado con Gomez en otros sencillos de la cantante como Hands To Myself, y la influencia de la vida de Selena en París.  The Latino Slant consideró a Love On como una canción ''perfecta'' para días soleados y escapadas, alabando los sintetizadores y una producción marcada pero no excesiva. 
Por su parte, The Musical Hype valoró el groove ''ochentero'', la calidez del instrumental y la presencia vocal ligera de Selena, señalando que aunque no sea pop revolucionario, sigue siendo un tema agradable y con personalidad suficiente para funcionar en verano.

### Recepción Comercial
La recepción comercial de Love On, sin embargo, fue bastante pobre, siendo uno de los sencillos menos exitosos de la discografía de Gomez, apareciendo en listas de ventas oficiales en menos de 10 países y de forma fugaz. 
Tampoco es destacable su consumo en streaming, debutando en la plataforma de Spotify, en su primer día con 2 millones de reproducciones y un puesto 50, menos de la mitad de reproducciones de su anterior sencillo, y finalizando la primera semana en el puesto 142, con algo más de 9 millones de reproducciones mundiales en esta plataforma, confirmándose como uno de los lanzamientos con menos reproducciones en la plataforma de la cantante.   A día de hoy cuenta con algo más de 75 millones de reproducciones en la plataforma, muy por debajo de los más de 250 millones de reproducciones de Single Soon, o de sus sencillos más escuchados como Back To You o Lose You To Love Me, que cuentan con más de 1.000 millones de reproducciones.
En listas oficiales, En Reino Unido el sencillo debutó y alcanzó su posición máxima en el puesto 61, para posteriormente desaparecer la lista.  Comparativamente, el sencillo predecesor, Single Soon, que tampoco es uno de los mayores éxitos comerciales de la cantante, alcanzó el puesto 21, permaneciendo varias semanas, y con bastante presencia en el consumo físico y digital. En el resto de Europa, solo conseguiría entrar en las listas de Irlanda y Suecia, en los puestos 73 y 85, respectivamente, quedando fuera de las listas de países que suelen acoger bien los lanzamientos de la artista como Alemania, Francia, Italia o España. 
En América, la canción debutó en el puesto 56 tanto en Estados Unidos como en Canadá, durando una y 4 semanas en las listas, respectivamente, muy por debajo de otros lanzamientos de la cantante. 
A nivel mundial, si bien no entró en la lista oficial que realiza Billboard, cabe destacar que si consiguió entrar en las listas de radiofonía internacional, siendo la segunda canción más escuchada en las radios de Lituania,  así como obtuvo cierta presencia en las radios de Europa del Este o Rusia.
De la misma manera, en Estados Unidos la canción si que tuvo un impacto destacable en los formatos Pop Airplay, donde debutó dentro del top 30, y alcanzó una posición máxima de 17 y Adult Top, donde alcanzó su pico máximo en el puesto 14, durando 12 semanas en lista, siendo su decimo top 15 en este formato. 
Sin embargo, a día de hoy el sencillo no cuenta con ninguna certificación oficial y las métricas confirman que es uno de los sencillos radiados de la cantante menos exitosos de su carrera.

## Controversia y cancelación del disco
Tras el fracaso comercial del sencillo, el lanzamiento de un disco que contuviese este sencillo, así como su predecesor, Single Soon, como había anunciado la propia Gomez en la entrevista con Vogue a finales del año 2023, realmente quedó en suspenso. A esto se sumaron varios rumores acerca de un conflicto entre la discográfica, Interscope Records y Gomez, especulándose que Gomez no se sentía realmente cómoda con estas canciones tan pop, y que había sido en parte forzada a lanzarlo para cumplir con las condiciones del contrato.
La propia Gomez, en una entrevista con Rolling Stone, publicada el 4 de marzo de 2024, es decir, pocas semanas después del lanzamiento del sencillo, Gomez ya daba a entender que el lanzamiento del álbum que prometió lanzar en 2024 unos meses antes, había quedado en el aire, alegando que ''esperaba que fuese lanzado en 2024'', así como manifestó que el álbum no iba a sonar en absoluto parecido a Love On, pese a que realmente el sencillo cuadraba bastante con la descripción que Gomez realizó sobre cómo iba a ser su siguiente álbum, generando bastante confusión.
Más tarde en el año, durante la campaña promocional de Emilia Perez, película coprotagonizada por Gomez, esta manifestó que realmente en el corto plazo no tenía intención de retomar la música ni lanzar nuevos sencillos, generando aún más confusión entre los fanáticos de la cantante que hacía unos meses había manifestado la intención de publicar un disco en 2024. 
Finalmente, en 2025 Gomez anunciaría un álbum colaborativo junto a su pareja, Benny Blanco, que se llamaría I Said I Love You First, y del cual se excluirían tanto Single Soon como Love On, quedando finalmente fuera de cualquier disco de la cantante. 

## Listas de Éxitos

### Listas Semanales
| Listas (2024/2025)                        | Máxima Posición |
| ----------------------------------------- | --------------- |
| Australia (ARIA)                          | 83              |
| Bielorrusia Airplay (TopHit)              | 29              |
| Canadá (Canadian Hot 100)                 | 56              |
| Canadá (CHR/Top 40)                       | 22              |
| Canadá (Hot AC)                           | 26              |
| CEI (TopHit Airplay)                      | 47              |
| Croacia International Airplay (Top lista) | 25              |
| Estonia Airplay (TopHit)                  | 14              |
| Global 200 (Billboard)                    | 67              |
| Grecia International (IFPI)               | 82              |
| Irlanda (IRMA)                            | 73              |
| Japon Hot Overseas (Billboard Japan)      | 9               |
| Kazajistán Airplay (TopHit)               | 168             |
| Letonia Airplay (TopHit)                  | 172             |
| Lituania Airplay (TopHit)                 | 2               |
| Nueva Zelanda Hot Singles (RMNZ)          | 7               |
| Nigeria (TurnTable Top 100)               | 58              |
| Panamá (Monitor Latino)                   | 13              |
| Polonia (Polish Airplay Top 100)          | 21              |
| Portugal (AFP)                            | 182             |
| Rusia Airplay (TopHit)                    | 64              |
| San Marino (SMRRTV Top 50)                | 12              |
| Eslovaquia (Rádio Top 100)                | 17              |
| South Korea BGM (Circle)                  | 136             |
| South Korea Download (Circle)             | 191             |
| Suecia (Sverigetopplistan)                | 85              |
| Reino Unido (UK Singles Chart)            | 61              |
| Estados Unidos (Billboard Hot 100)        | 56              |
| Estados Unidos (Adult Top 40)             | 14              |
| Estados Unidos (Dance/Mix Show Airplay)   | 33              |
| Estados Unidos (Mainstream Top 40)        | 17              |

### Listas Mensuales
| Listas (2024)           | Máxima Posición |
| ----------------------- | --------------- |
| Russia Airplay (TopHit) | 85              |

### Listas Anuales
| Listas (2024)            | Posición |
| ------------------------ | -------- |
| Estonia Airplay (TopHit) | 108      |

## Historial de Lanzamientos
| Región | Fecha                 | Formato           | Etiqueta           | Ref.   |
| ------ | --------------------- | ----------------- | ------------------ | ------ |
| Varios | 22 de febrero de 2024 |                   | Interscope Records |        |
| Italia | 22 de febrero de 2024 | Difusión de radio | Universal Music    | [ 63 ] |